# Proclossiana haverkampfi
Proclossiana haverkampfi är en fjärilsart som beskrevs av Ball 1912. Proclossiana haverkampfi ingår i släktet Proclossiana och familjen praktfjärilar. Inga underarter finns listade i Catalogue of Life.